# Grand Prix Formule 1 van Nederland 1979
De Grand Prix Formule 1 van Nederland 1979 werd verreden op 26 augustus op het circuit van Zandvoort. Het was de twaalfde race van het seizoen.

## Verslag
René Arnoux stond met de Renault op de pole-position, maar door een matige start kwam Alan Jones al snel op de eerste plaats te liggen. Hij werd gevolgd door René Arnoux, Clay Regazzoni, Jean-Pierre Jabouille en Gilles Villeneuve die duelleerden voor de tweede plaats. Arnoux en Regazzoni botsten, waardoor de Williams-rijder moest opgeven. Ook Arnoux moest aan het eind van de ronde opgeven. Jody Scheckter viel terug naar de laatste plaats en begon zich opnieuw naar voren te werken. Villeneuve wist voorbij Jones te gaan in de Tarzanbocht in de elfde ronde.
Hij spinde in de 47ste ronde echter van de baan waardoor Jones opnieuw de leiding kon nemen. Vier ronden later kreeg Villeneuve een lekke achterband, waardoor hij opnieuw spinde. Hij begon hierop aan een spectaculaire ronde, waarbij hij op twee wielen de pitstraat probeerde te bereiken. De reacties op deze actie waren erg gemengd: een deel van het publiek zag het als een teken dat de Canadees nooit opgaf, een ander deel zag het als een onverantwoordelijke, emotionele beslissing. Hij moest echter sowieso opgeven aangezien zijn ophanging zwaar beschadigd was. Jones won de race: zijn derde opeenvolgende zege, de vierde voor Williams. Scheckter slaagde er nog in tweede te eindigen, waardoor hij slechts vier punten nodig had om wereldkampioen te worden.

## Uitslag
| Pos. | Nr. | Coureur               | Constructeur       | Rondes | Tijd / Oorzaak uitval | Grid | Punten |
| ---- | --- | --------------------- | ------------------ | ------ | --------------------- | ---- | ------ |
| 1    | 27  | Alan Jones            | Williams-Ford      | 75     | 1:41:19.775           | 2    | 9      |
| 2    | 11  | Jody Scheckter        | Ferrari            | 75     | +21,783 s             | 5    | 6      |
| 3    | 26  | Jacques Laffite       | Ligier-Ford        | 75     | +1:03.253             | 7    | 4      |
| 4    | 6   | Nelson Piquet         | Brabham-Alfa Romeo | 74     | +1 Ronde              | 11   | 3      |
| 5    | 25  | Jacky Ickx            | Ligier-Ford        | 74     | +1 Ronde              | 20   | 2      |
| 6    | 30  | Jochen Mass           | Arrows-Ford        | 73     | +2 Rondes             | 18   | 1      |
| 7    | 31  | Héctor Rebaque        | Lotus-Ford         | 73     | +2 Rondes             | 24   |        |
| NF   | 3   | Didier Pironi         | Tyrrell-Ford       | 51     | Ophanging             | 10   |        |
| NF   | 12  | Gilles Villeneuve     | Ferrari            | 49     | Banden                | 6    |        |
| NF   | 18  | Elio de Angelis       | Shadow-Ford        | 40     | Transmissie           | 22   |        |
| NF   | 20  | Keke Rosberg          | Wolf-Ford          | 33     | Motor                 | 8    |        |
| NF   | 15  | Jean-Pierre Jabouille | Renault            | 26     | Koppeling             | 4    |        |
| NF   | 7   | John Watson           | McLaren-Ford       | 22     | Motor                 | 12   |        |
| NF   | 4   | Jean-Pierre Jarier    | Tyrrell-Ford       | 20     | Spin                  | 16   |        |
| NF   | 9   | Hans Joachim Stuck    | ATS-Ford           | 19     | Transmissie           | 15   |        |
| NF   | 17  | Jan Lammers           | Shadow-Ford        | 12     | Versnellingsbak       | 23   |        |
| NF   | 1   | Mario Andretti        | Lotus-Ford         | 9      | Ophanging             | 17   |        |
| NF   | 29  | Riccardo Patrese      | Arrows-Ford        | 7      | Remmen                | 19   |        |
| NF   | 8   | Patrick Tambay        | McLaren-Ford       | 6      | Motor                 | 14   |        |
| WD   | 5   | Niki Lauda            | Brabham-Alfa Romeo | 4      | Teruggetrokken        | 9    |        |
| NF   | 14  | Emerson Fittipaldi    | Fittpaldi-Ford     | 2      | Elektrisch probleem   | 21   |        |
| NF   | 2   | Carlos Reutemann      | Lotus-Ford         | 1      | Ophanging             | 13   |        |
| NF   | 16  | René Arnoux           | Renault            | 1      | Ophanging             | 1    |        |
| NF   | 28  | Clay Regazzoni        | Williams-Ford      | 0      | Ongeluk               | 3    |        |
| NQ   | 22  | Patrick Gaillard      | Ensign-Ford        |        |                       |      |        |
| NQ   | 24  | Arturo Merzario       | Merzario-Ford      |        |                       |      |        |

## Statistieken
| Pole-position | René Arnoux       | Renault | 1:15.461 |
| Snelste ronde | Gilles Villeneuve | Ferrari | 1:19.438 |

1948 · 1949 · 1950 · 1951 · 1952 · 1953 · 1955 · 1958 · 1959 · 1960 · 1961 · 1962 · 1963 · 1964 · 1965 · 1966 · 1967 · 1968 · 1969 · 1970 · 1971 · 1973 · 1974 · 1975 · 1976 · 1977 · 1978 · 1979 · 1980 · 1981 · 1982 · 1983 · 1984 · 1985 · 2020 · 2021 · 2022 · 2023 · 2024 · 2025  · 2026